# Helenów Drugi (gmina Kramsk)
Helenów Drugi – wieś w Polsce położona w województwie wielkopolskim, w powiecie konińskim, w gminie Kramsk. Helenów Drugi wraz z Trzema Borkami i Wiązową tworzą sołectwo Helenów Drugi.
W latach 1975–1998 miejscowość administracyjnie należała do województwa konińskiego.